# Primera División 1920 (Uruguay)
Het seizoen 1920 van de Primera División was het twintigste seizoen van de hoogste Uruguayaanse voetbalcompetitie, georganiseerd door de Asociación Uruguaya de Football. De Primera División was een amateurcompetitie, pas vanaf 1932 werd het een professionele competitie.

## Teams
Er namen twaalf ploegen deel aan de Primera División tijdens het seizoen 1920. De tien ploegen die vorig jaar deelnamen keerden dit seizoen allemaal terug; Liverpool FC en Uruguay Onward FC promoveerden vanuit de Divisional Intermedia.
| Club                      | Stad       | Stadion             | Vorig seizoen |
| ------------------------- | ---------- | ------------------- | ------------- |
| Belgrano FC               | Montevideo | Onbekend            | 8e            |
| Central FC                | Montevideo | Parque Ricci        | 5e            |
| Charley FC                | Montevideo | Onbekend            | 10e           |
| Dublin FC                 | Montevideo | Onbekend            | 6e            |
| Liverpool FC              | Montevideo | Onbekend            | 1e (Int.)     |
| Montevideo Wanderers FC   | Montevideo | Estadio Belvedere   | 4e            |
| Club Nacional de Football | Montevideo | Gran Parque Central | 1e            |
| CA Peñarol                | Montevideo | Las Acacias         | 3e            |
| Reformers FC              | Montevideo | Onbekend            | 9e            |
| River Plate FC            | Montevideo | Parque Lugano       | 7e            |
| Universal FC              | Montevideo | Parque Salvo        | 2e            |
| Uruguay Onward FC         | Montevideo | Onbekend            | 2e (Int.)     |

## Competitie-opzet
Alle deelnemende clubs speelden tweemaal tegen elkaar (thuis en uit). De ploeg met de meeste punten werd kampioen.
De titelstrijd ging net als in de meeste voorgaande seizoenen tussen de rivalen Club Nacional de Football (titelverdediger) en CA Peñarol. De eerste onderlinge ontmoeting in mei eindigde in een 1–0 overwinning voor Peñarol. Tijdens de terugronde in augustus bleven beide ploegen in balans (1–1). Ondanks het feit dat Nacional niet van Peñarol had weten te winnen, ging de titel toch naar de Tricolores. In de overige duels morsten ze slechts één punt (1–1 tegen Universal FC), terwijl Peñarol nog drie andere wedstrijden gelijkspeelde en er een verloor. Hierdoor eindigden de Aurinegros op de tweede plaats met twee punten minder dan Nacional. Central FC werd derde (negen punten achter Peñarol), hun beste eindklassering tot dan toe.
Het debuut van de gepromoveerde ploegen was niet onverdienstelijk; Uruguay Onward FC (zevende) en Liverpool FC (achtste) eindigden allebei in de middenmoot. Hekkensluiter werd River Plate FC. De viervoudig kampioen degradeerde hierdoor uit de Primera División en zou niet meer terugkeren. De grootste nederlaag kwam op naam van Charley FC: tegen kampioen Nacional verloren ze met 11–0, het grootste verschil van de afgelopen twaalf jaar. In totaal scoorde Nacional 85 keer, het hoogste aantal voor een ploeg in de Primera División tijdens het amateurtijdperk.

### Kwalificatie voor internationale toernooien
Sinds 1905 werd de Copa de Honor Cousenier gespeeld tussen Uruguayaanse en Argentijnse clubs. De winnaar van de Copa de Honor plaatste zich namens Uruguay voor dit toernooi. De Copa de Honor was een officiële Copa de la Liga, maar maakte geen deel uit van de Primera División.
In 1913 werd de Copa Ricardo Aldao (afgekort tot Copa Aldao) geïntroduceerd. Deze beker was genoemd naar de voorzitter van het Argentijnse Club de Gimnasia y Esgrima die de beker had geschonken. De Copa Aldao werd betwist tussen de landskampioenen van beide landen om zo te bepalen wie zich de beste Rioplatensische ploeg zou mogen noemen. In tegenstelling tot de Copa de Honor Cousenier (waarvan de Uruguayaanse deelnemer werd bepaald in een apart toernooi) werd de Uruguayaanse club die aan de Copa Aldao meedeed dus wel bepaald middels de Primera División.
Vanaf dit seizoen werd er niet meer om de Tie Cup (een ander toernooi tussen clubs uit Uruguay en Argentinië) gespeeld. Het toernooi dat de Uruguayaanse deelnemer aan die wedstrijd bepaalde (de Copa Competencia) werd na 1920 nog wel enkele keren georganiseerd, maar de winnaar daarvan kwalificeerde zich niet meer voor een internationale wedstrijd.

### Eindstand
|     | Club                      | Sp. | W  | G  | V  | Pnt. | DV | DT | DS  |
| --- | ------------------------- | --- | -- | -- | -- | ---- | -- | -- | --- |
| 01. | Club Nacional de Football | 22  | 19 | 2  | 1  | 40   | 85 | 12 | +73 |
| 2.  | CA Peñarol                | 22  | 17 | 4  | 1  | 38   | 45 | 6  | +39 |
| 3.  | Central FC                | 22  | 13 | 3  | 6  | 29   | 30 | 21 | +9  |
| 4.  | Universal FC              | 22  | 12 | 4  | 6  | 28   | 44 | 22 | +22 |
| 5.  | Montevideo Wanderers FC   | 22  | 10 | 3  | 9  | 23   | 31 | 23 | +8  |
| 6.  | Reformers FC              | 22  | 5  | 9  | 8  | 19   | 16 | 30 | –14 |
| 7.  | Uruguay Onward FC         | 22  | 8  | 3  | 11 | 19   | 32 | 49 | –17 |
| 8.  | Liverpool FC              | 22  | 4  | 10 | 8  | 18   | 22 | 26 | –4  |
| 9.  | Belgrano FC               | 22  | 5  | 6  | 11 | 16   | 15 | 35 | –20 |
| 10. | Dublin FC                 | 22  | 4  | 5  | 13 | 13   | 12 | 42 | –30 |
| 11. | Charley FC                | 22  | 4  | 4  | 14 | 12   | 13 | 56 | –43 |
| 12. | River Plate FC            | 22  | 3  | 3  | 16 | 9    | 19 | 42 | –23 |

### Legenda
| Kleur | Kwalificatie voor                                    |
| ----- | ---------------------------------------------------- |
|       | Copa Aldao 1920                                      |
|       | Copa de Honor Cousenier 1920 (winnaar Copa de Honor) |
|       | Divisional Intermedia 1921                           |

| Winnaar Primera División 1920      |
| ---------------------------------- |
| Club Nacional de Football 8e titel |

#### Topscorer
Héctor Scarone en Santos Urdinarán van landskampioen Nacional scoorden allebei negentien keer en deelden hierdoor de topscorerstitel.
| №  | Speler           | Club(s)                   | Goals |
| -- | ---------------- | ------------------------- | ----- |
| 1. | Héctor Scarone   | Club Nacional de Football | 19    |
| 1. | Santos Urdinarán | Club Nacional de Football | 19    |

1900 · 1901 · 1902 · 1903 · 1904 · 1905 · 1906 · 1907 · 1908 · 1909 · 1910 · 1911 · 1912 · 1913 · 1914 · 1915 · 1916 · 1917 · 1918 · 1919 · 1920 · 1921 · 1922 · 1923 · 1924 · 1925 · 1926 · 1927 · 1928 · 1929 · 1930 · 1931 · 1932 · 1933 · 1934 · 1935 · 1936 · 1937 · 1938 · 1939 · 1940 · 1941 · 1942 · 1943 · 1944 · 1945 · 1946 · 1947 · 1948 · 1949 · 1950 · 1951 · 1952 · 1953 · 1954 · 1955 · 1956 · 1957 · 1958 · 1959 · 1960 · 1961 · 1962 · 1963 · 1964 · 1965 · 1966 · 1967 · 1968 · 1969 · 1970 · 1971 · 1972 · 1973 · 1974 · 1975 · 1976 · 1977 · 1978 · 1979 · 1980 · 1981 · 1982 · 1983 · 1984 · 1985 · 1986 · 1987 · 1988 · 1989 · 1990 · 1991 · 1992 · 1993 · 1994 · 1995 · 1996 · 1997 · 1998 · 1999 · 2000 · 2001 · 2002 · 2003 ·  2004 · 2005 · 2005/06 · 2006/07 · 2007/08 · 2008/09 · 2009/10 · 2010/11 ·  2011/12 · 2012/13 · 2013/14 · 2014/15 · 2015/16 · 2016 · 2017 · 2018 · 2019 · 2020 · 2021 · 2022 · 2023